# Spirella Girls
Spirella Girls var en svensk showgrupp. Den bestod av Nina Allergren, Anna Axelson, Rikard Frohm, Åsa Mjörndal och Roger Broman (texter och produktion).

## Historik
Gruppen, som bildades i Umeå och existerade under åren 1993–2000, framförde satiriska texter i form av sketcher, monologer och sång. Mest känd är fotbollslåten "Brolin, Brolin" (1994), som bygger på låten "Jolene" av Dolly Parton och handlar om fotbollsstjärnan Tomas Brolin.
Medlemmarna i Spirella Girls hade tidigare samarbetat i diverse revyer och krogshower samt i grupperna Helium Hansson och hans Gasattrapper och Peppe and The Popping Peanuts (i en TV-inspelning av Sixten Landbys poem "Killa mig på Kilimanjaro"). Spirella Girls bildades i januari 1993 inför en krogshow på Rådhuskällaren i Umeå. Showen med texter av Roger Broman fick namnet Bubbel i burken - en TV-kväll live. I showen ingick gruppens mest kända hit (ovan nämnda) "Brolin, Brolin" som också gavs ut som cd-singel och video 1994. Följande föreställningar med Spirella Girls var Kill me magistern – våren 1994, Tusen Heta kyssar – hösten 1994 samt Oj, oj, oj! – hösten 1995.
Gruppen spelade förutom i Umeå i många svenska städer. De uppträdde dessutom under 1994–1997 varje höst och vår på Mosebacke Etablissement i Stockholm. I februari 1996 åkte Spirella Girls på miniturné till Kina: Fyra spelningar i tre storstäder: Peking, Harbin och Tianjin. De förstärktes under turnén av musikerna Jonas Knutsson – saxofon, Benty Öqvist – gitarr, Mats Engberg – bas samt Ulf Sundquist – trummor. Gruppen var det femte rockbandet från väst som turnerade i Kina (efter bland andra Wham! och Roxette). En mindre sensation för en såpass okänd grupp. Senare under 1996 gjorde Spirella Girls en ny krogshow i Umeå – Sånt som händer.
Under hösten 1996 inleddes ett samarbete med den Piteåbaserade komikern Ronny Eriksson. Showen kallades Crazy Cow och utspelades på en bordell dit politiker och andra skumma figurer sökte sig. Föreställningen hade urpremiär i Umeå och gick sedan ut på Norrlandsturné. Musikerna var i stort sett desamma som under Kinaturnén. Hösten 1997 spelades Crazy Cow på Stora teatern i Stockholm. Under åren 1998–2000 samarbetade Spirella Girls med Jerry Williams.

## Shower
- Bubbel i Burken (1993)
- Kill me magistern (1994)
- Tusen Heta Kyssar (1994)
- Oj, oj, oj! (1995)
- Sånt som händer (1996)
- Crazy Cow (1996, 1997)

## TV-framträdanden i urval
- Det kommer mera - 1994 (Martin Timell och Arne Hegerfors)
- The båttom is nådd 1995 (Adde Malmberg)
- Café Umeå - ett antal gånger 1994–1997
- Brolin, Brolin - 1994 (musikvideo SVT)
- Kärlekshelikoptern - 1995 ( musikvideo SVT)
- Fullständiga rättigheter - 1997 (Östen med Resten)